# Truesdale (Missouri)
Pour les articles homonymes, voir Truesdale.
Truesdale est une ville du comté de Warren, dans le Missouri, aux États-Unis,. Située au centre du comté, elle est incorporée en 1927.

## Démographie
Lors du recensement de 2010, la ville comptait une population de 732 habitants. Elle est estimée, en 2016, à 745 habitants.

### Source de la traduction
- (en) Cet article est partiellement ou en totalité issu de l’article de Wikipédia en anglais intitulé « Truesdale, Missouri » (voir la liste des auteurs).